# Opopaea concolor
Opopaea concolor là một loài nhện trong họ Oonopidae.
Loài này thuộc chi Opopaea. Opopaea concolor được miêu tả năm 1859 bởi Blackwall.